# Antoni I della Scala
Antoni I della Scala (1362-1388) fou senyor de Verona i Vicenza.
Fill natural de Cansignoro della Scala. Va néixer el 1362. A la mort del seu pare el 1375 fou associat al govern de son germà Bartolomeo II della Scala al que va succeir al morir el 1381 com a senyor de Verona i Vicenza, fins que fou deposat el 18 d'octubre de 1387 durant la guerra contra el senyor de Pàdua, Francesco Novello da Carrara, per Joan Galeàs Visconti, senyor de Milà, que va ocupar les dues ciutats.
La República de Venècia, incapaç d'evitar l'expansió de Francesco Novello da Carrara de Pàdua cap al Friül, es va aliar en març de 1385 amb Udine i en maig amb Antoni della Scala, que aspirava a expandir el seu territori conquerint Pàdua, que havia perdut el suport del Regne d'Hongria, immers en lluites internes per la successió. En agost de 1385 Joan Galeàs Visconti va signar una aliança de deu anys amb Francesco Novello da Carrara, Nicolau II d'Este de Ferrara i Francesc I Gonzaga de Màntua segons la qual totes les parts contractants es comprometien a lluitar juntes contra qualsevol amenaça interna o externa. Carrara va iniciar una campanya al Friül destinada a conquerir les ciutats més importants de la regió però va fracassar ràpidament. Antoni della Scala va respondre envaint territori veronès aconseguint la derrota veronesa a la batalla de Brentelle el 25 de juny de 1386 i la captura de Cortesia Serego, que va ser dut a Pàdua juntament amb més de 9.000 presoners i altres líders, com ara Facino Cane i Ostasio da Polenta.
Les hostilitats no van cessar i Joan Galeàs va intervenir en la confrontació a condició de reservar-se el posterior domini sobre Verona, adjudicant-se Francesco el control sobre Vicenza, i va caldre una altra victòria contundent a la batalla de Castagnaro l'11 de març de 1387 per derrotar definitivament Antoni della Scala, que a l'octubre del mateix any seria expulsat de Verona per les tropes de Joan Galeàs Visconti i aprofitant l'ocasió, es va apoderar de Vicenza traint així l'aliança establerta i iniciant-se una sèrie d'hostilitats entre els dos antics aliats.
Va viure a l'exili a Ravenna fins a la seva mort, enverinat, a Fredozio el 3 de setembre de 1388. Estava casat des del 1378 amb Samaritana da Polenta, filla de Guido III Novello senyor de Ravenna. Va deixar un fill (Canfrancesco della Scala, exiliat a Ravenna i que encara vivia el 1392) i una filla, Polissena; i dues filles naturals.